# 寧巴山 (西非山脈)

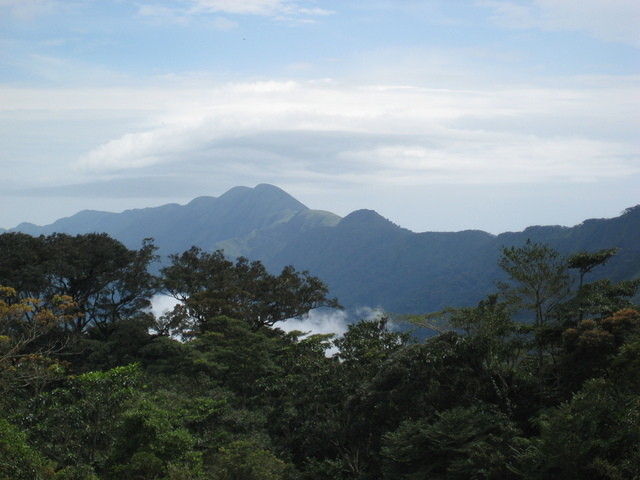

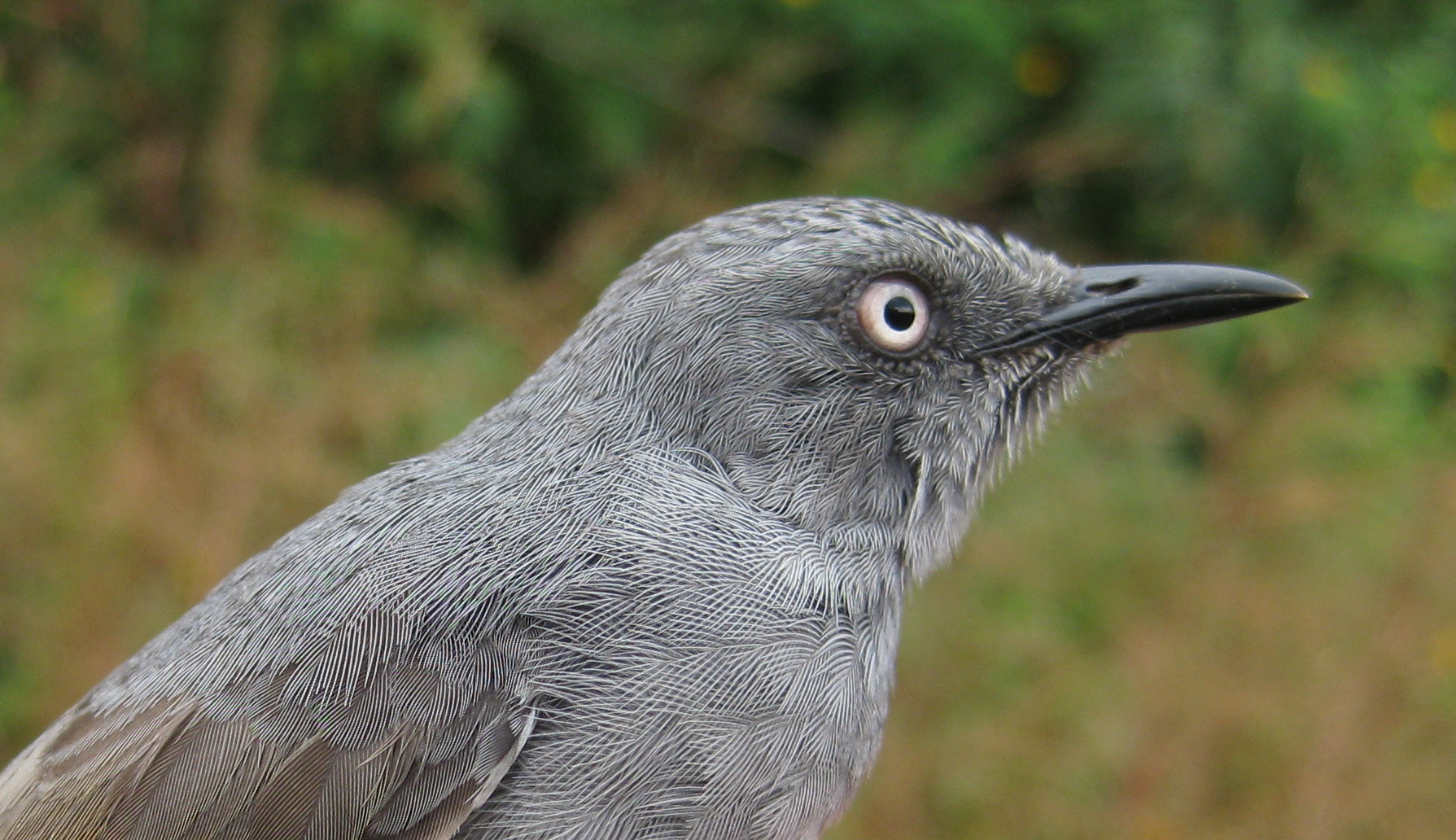
獅子山Schistolais屬，學名：Schistolais leontica

7°34′N 8°28′W / 7.567°N 8.467°W
寧巴山（法語：Chaîne du Nimba）是西非的山脈，橫跨科特迪瓦、利比里亞和畿內亞接壤邊境的地區，處於畿內亞高地，全長40公里，最高點寧巴峰海拔高度1,752米。